# Gouvernement Charles Dupuy (2)
Pour les articles homonymes, voir Gouvernement Charles Dupuy.
Troisième République
Gouvernement Jean Casimir-Perier Gouvernement Charles Dupuy III
Le deuxième gouvernement Charles Dupuy est le gouvernement de la Troisième République en France du 30 mai 1894 au 27 juin 1894.
Le cabinet s'ouvre à de jeunes générations de républicains, mais conserve une homogénéité de républicains modérés après que les radicaux sollicités par le président de la République eurent refusé de constituer le nouveau gouvernement.

## Composition
| Fonction | Fonction                           | Image | Nom           | Parti politique                    |
| -------- | ---------------------------------- | ----- | ------------- | ---------------------------------- |
|          | Président du Conseil des ministres |       | Charles Dupuy | Républicains de gouvernement (ANR) |

### Ministres nommés le 30 mai 1894
- L'administration des Cultes est détachée du ministère de l'Instruction publique et des beaux-arts et rattachée au ministère de l'Intérieur.

| Fonction | Fonction                                                        | Image | Nom                | Parti politique                    |
| -------- | --------------------------------------------------------------- | ----- | ------------------ | ---------------------------------- |
|          | Ministre de l’Intérieur et des Cultes                           |       | Charles Dupuy      | Républicains de gouvernement (ANR) |
|          | Ministre de la Justice                                          |       | Eugène Guérin      | Gauche républicaine                |
|          | Ministre des Affaires étrangères                                |       | Gabriel Hanotaux   | Républicain opportuniste           |
|          | Ministre des Finances                                           |       | Raymond Poincaré   | Républicains de gouvernement       |
|          | Ministre de l'Instruction publique et des Beaux-Arts            |       | Georges Leygues    | Républicains de gouvernement       |
|          | Ministre de la Guerre                                           |       | Auguste Mercier    | Républicain libéral (Indépendant)  |
|          | Ministre de la Marine                                           |       | Félix Faure        | Républicains de gouvernement       |
|          | Ministre des Travaux publics                                    |       | Louis Barthou      | Gauche républicaine (ANR)          |
|          | Ministre du Commerce, de l'Industrie, des postes et télégraphes |       | Victor Lourties    | Gauche républicaine                |
|          | Ministre de l'Agriculture                                       |       | Albert Viger       | Gauche progressiste                |
|          | Ministre des Colonies                                           |       | Théophile Delcassé | Gauche progressiste                |

## Fin du gouvernement et passation des pouvoirs
Le 24 juin 1894, le président Sadi Carnot est assassiné. Le 27 juin, l'Assemblée nationale désigne Jean Casimir-Perier pour lui succéder alors que Dupuy lui-même était candidat. Ce dernier donne sa démission le jour même, mais est réinvesti par le nouveau président de la République, Casimir-Perier le 1er juillet 1894. 